# مارگارت دومانت
مارگارت دومانت (انگلیسی: Margaret Dumont؛ ‏ ۲۰ اکتبر ۱۸۸۲ – ۶ مارس ۱۹۶۵) بازیگر اهل ایالات متحده آمریکا بود.

## فیلم‌شناسی
از فیلم‌هایی که وی در آن نقش داشته است، می‌توان به دختر دانا، بیسکوییت حیوانی، شبی در اپرا، سوپ مرغابی، یک روز در مسابقه، استادان رقص و پس از ساعت اداری اشاره کرد.